# Kościół Betel

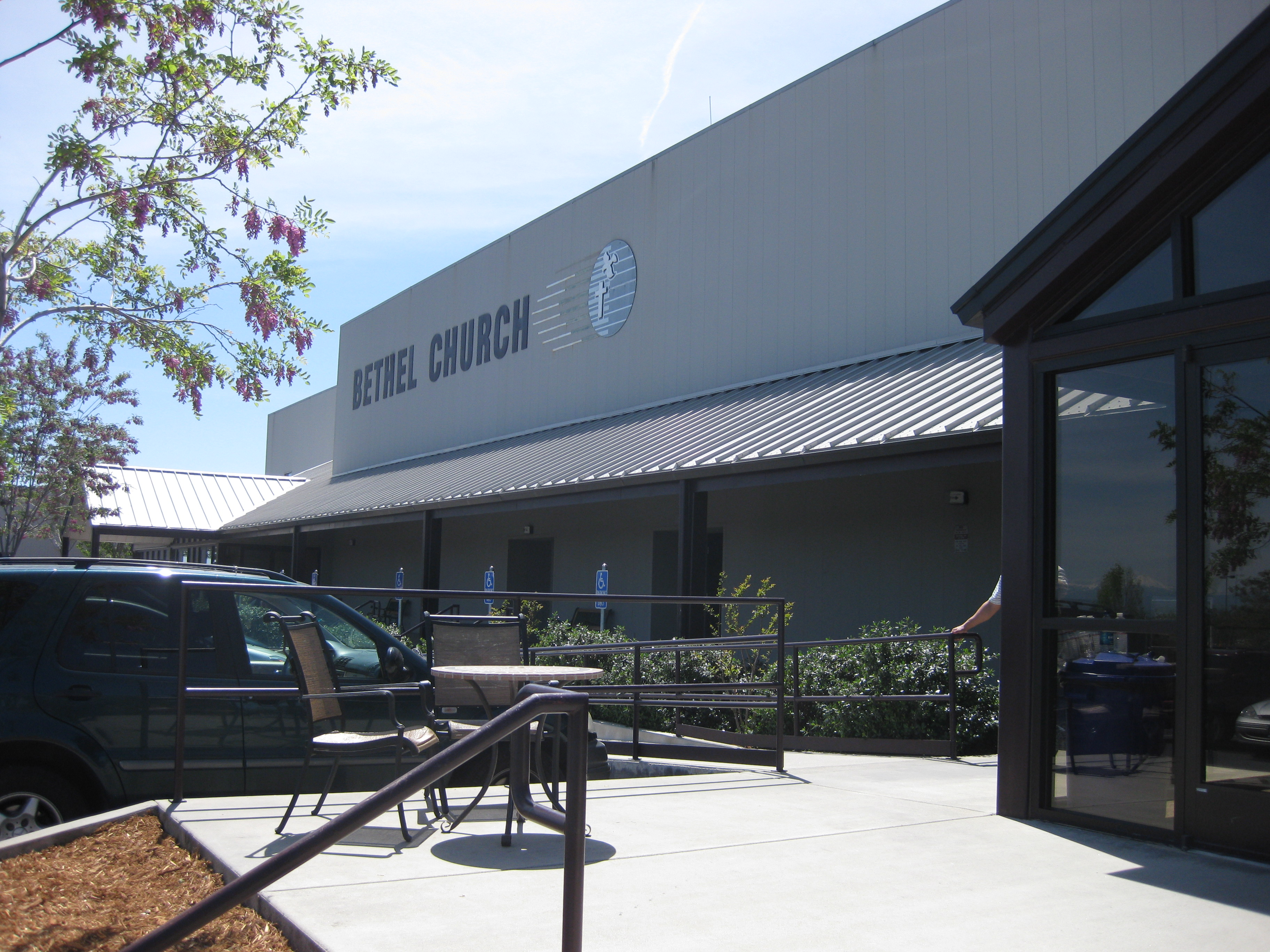
Kościół Betel w Redding.

Kościół Betel (ang. Bethel Church) – niezależny megakościół charyzmatyczny utworzony w 1954 roku w Redding (Kalifornia) jako zgromadzenie Zborów Bożych. W 2006 roku kościół wystąpił ze Zborów Bożych w celu utworzenia własnej sieci kościołów. Tygodniowo frekwencja wynosi 9 tys. osób biorących udział w nabożeństwach.
Kościół słynie ze swojej wytwórni muzycznej Bethel Music.

## Liderzy kościelni
- Bill i Beni Johnson (1996 – obecnie)
- Ray Larson (1984–1996)
- Val Munson (1982–1984)
- M. Earl Johnson (1968–1982)
- Vic Trimer (1966–1968)
- Robert Doherty (1952–1966)